# Pseudosymblepharis angustata
Pseudosymblepharis angustata là một loài Rêu trong họ Pottiaceae. Loài này được (Mitt.) Hilp. miêu tả khoa học đầu tiên năm 1933.